# Sferă de influență
O sferă de influență este o regiune de influență politică care înconjoară o țară, sau o regiune de influență economică din jurul unui oraș. 
Când o țară cade în "sfera de influență" a unei alte țări, prima ajunge subordonată celei mai puternice, devenind un stat satelit sau o colonie. 
De exemplu, în perioada de maximă putere, Imperiul Japonez avea o sferă de influență foarte largă, guvernul nipon influențând procesele politice și economice, sau guvernând în țări precum Coreea, Manciuria, Vietnam, Taiwan și părți din China. "Sfera de influență" japoneză putea fi ușor desenată pe hartă ca un "balon" vast care înconjura insulele nipone și națiunile asiatice pe care le controla. 
În timpul războiului rece, Europa Occidentală, Japonia și Coreea de Sud erau considerate ca făcând parte din sfera de influență a Statelor Unite ale Americii, în timp ce Europa Răsăriteană, Coreea de Nord, Cuba, Vietnamul și, (până la Ruptura chino-sovietică), Republica Populară Chineză erau considerate ca făcând parte din sfera de influență a Uniunii Sovietice. 
Uneori, părți ale aceleiași țări pot să cadă în sfere de influență diferite. În era colonială, statele tampon Iran și Tailanda, aflate între imperiile britanic și rus, respectiv între cel britanic și Franța, erau divizate între sferele de influența ale acestor supraputeri. De asemenea, după încheierea celui de-al doilea război mondial, Germania a fost divizată în patru zone de ocupație, care mai târziu au constituit Germania de Vest – membră a NATO – și Republica Democrată Germană – membră a Pactului de la Varșovia. 

## Al Doilea Război Mondial
Pentru un alt exemplu, la apogeul existenței sale în al Doilea Război Mondial, Imperiul Japonez avea o sferă destul de mare de influență. Guvernul japonez guverna direct Coreea, Vietnamul, Taiwanul și părți din China continentală. „Sferele de co-prosperitate din Asia de Est extinsă” ar putea fi astfel desenate cu ușurință pe o hartă a Oceanului Pacific ca o „bulă” mare cuprinzând insulele Japoniei și țările din Asia-Pacific pe care aceasta le controla.

### Pactul Molotov-Ribbentrop
Conform unui protocol secret atașat Pactului Molotov-Ribbentrop din 1939 (dezvăluit doar după înfrângerea Germaniei în 1945), Europa de Nord și de Est au fost împărțite în sfere de influență naziste și sovietice. În nord, Finlanda, Estonia și Letonia au fost alocate sferei sovietice. Polonia trebuia împărțită în cazul "rearanjării politice" - zonele din estul națiunilor Narev, Vistula și San Rivers mergând în Uniunea Sovietică, în timp ce Germania ar ocupa Occidentul. Lituania, adiacentă Prusiei de Est, ar fi în sfera de influență a Germaniei, deși un al doilea protocol secret, convenit în septembrie 1939, a atribuit Lituaniei URSS. O altă clauză a tratatului prevedea că Basarabia, atunci parte a României, va adera la ASSR din Moldova și va deveni SSR moldovenească aflat sub controlul Moscovei. Invazia sovietică a Bucovinei la 28 iunie 1940 a încălcat Pactul Molotov-Ribbentrop, depășind sfera de influență sovietică convenită cu Axa. URSS a continuat să nege existența protocoalelor Pactului până la dizolvarea URSS, când guvernul rus a recunoscut pe deplin existența și autenticitatea protocoalelor secrete.

### Sfârșitul celui de-al doilea război mondial
Începând cu 1941 și atacul german asupra Uniunii Sovietice, Coaliția Aliaților a funcționat pe baza presupunerii nescrise a faptului că forțele occidentale și Uniunea Sovietică aveau fiecare sfera de influență proprie. Prezumția drepturilor nerestricționate americano-britanice și sovietice în respectivele sfere a început să provoace dificultăți, pe măsură ce teritoriul controlat de naziști a scăzut, iar puterile aliate au eliberat succesiv alte state. Sferele timpului de război nu aveau o definiție practică și nu sa determinat niciodată dacă o putere aliată dominantă avea dreptul la decizii unilaterale doar în domeniul activității militare sau ar putea, de asemenea, să-și forțeze voința cu privire la viitorul politic, social și economic al altor state. Acest sistem prea informal a răzvrătit în timpul ultimelor etape ale războiului și, ulterior, când s-au dovedit că sovieticii și aliații occidentali aveau idei foarte diferite cu privire la administrarea și dezvoltarea viitoare a regiunilor eliberate și a Germaniei în sine.